# День батяра у Львові
День Батя́ра (свято «День Батя́ра у Львові») — це щорічне міське свято, яке дає змогу поринути у настрій, побут, стилістику такого автентичного львівського явища як батярство. Пояснити не галичанину, хто такий батяр, непросто. Найближчі синоніми — веселун, бешкетник, гульвіса, відчайдух. Однак вони не відображають змістового наповнення, а головне — духу цього культурного феномену львівської міської культури початку XX століття. Організатор: компанія з організацій подій Дік-Арт.

## Історія
Львівські батяри виникли на Личакові і Погулянці, у парку «Погулянка». Там були для цього ідеальні передумови: Погулянка була центром львівських розваг. Батяри гуртувалися навколо «садочків» — пабів при місцевих пивоварнях. Спочатку (у першій половині XIX століття) батяри були хуліганами, гульвісами і кишеньковими крадіями. Згодом вони перестали красти і бешкетувати, натомість всіляко почали висміювати «стару кряку» Австро-Угорську імперію. Батяри набували кумедних і романтичних рис: Їхнім лозунгом служив заклик: «Любити Львів, любити жінок і любити жартувати». Участь окремих батярів на польському боці в польсько-українській війні спричинила розповсюдження легенди про «геройських батярів і дітей» як головних творців перемоги польських військ. Популярності батяри набули у часи Другої Польської Республіки (Речі Посполитої), коли популяризувалася їхня мова — львівська ґвара та батярські пісні. Батяри залишили у спадок гумористично-ліричні пісеньки, анекдоти, оповідки, яка сьогодні називають «батярським фольклором». 2008 року компанія з організацій подій "Дік-Арт"  спільно з [Львівська міська рада|Львівською міською радою] запровадили День львівських батяр, що проходить 1 травня під закликом «Батяри всіх країн, єднаймось!».

## І Міське свято «День Бáтяра у Львові» (2008)
1 травня 2008 у Львові запрацювала машина часу — львів'яни і всі, хто відвідав І Міське свято Батяра, змогли поринути у настрій, побут, стилістику такого автентичного львівського явища як батярство. Всі охочі мали можливість пофотографуватися з акторами театру «не журись!» на чолі з братами Радковцями (фото сектор), відвідати майстер-клас з батярських танців, поцілити з [рогатка|рогатки] по різних предметах в «батярському тирі». Те, що львів'яни — люди азартні, підтвердилося в «Ігровому секторі» з Доциком та Шльомою, де навіть злива лише ненадовго розігнала всіх охочих випробувати свої сили. Абсолютно неповторні враження залишили виступи гурту «Львівське ретро», «Вова зі Львова» ну і, звичайно ж, батяр-бренду «Галичина» на чолі з Віктором Морозовим. Якщо говорити у дусі недавньої «традиції», то 1-го травня й справді відбулось єднання якщо не пролетарів, то людей з львівським духом.

## II Міське свято «День Бáтяра у Львові» (2009)
1 травня 2009 року з широким розмахом пройшло ІІ Міське свято Батяра. Свято відбувалось в самому серці Львова — на площі Ринок, де була розміщена головна сцена та майданчики з інтерактивними батярськими розвагами довкола. На площі Ринок на майданчику біля фонтану Амфітріти усі гості могли поспівати «Батярське караоке», навчитися танцювати та говорити, як справжній батяр та побачити виступ вокально-хореографічного ансамблю танцю «Тенча». Знайомили з батярською культурою на великій сцені Брати Радковці — найколоритніші знавці історії міста Львова, єдиний в Західній Україні Театр-кабаре «Леополіс», Муніципальний духовий оркестр «Галицькі сурми». Для маленьких гостей свята приготував дитячу програму улюбленець дітей Левко Дурко, дорослих веселили учасники комедійного дуету «Коллєгі», комедійний дует «Львів стайл». Ну і, звичайно, головні батяри сучасності, без яких неможливо уявити собі свято Батяра — Віктор Морозов та Батяр-бенд «Галичина», з котрими уся площа Ринок танцювала батярські бумцики та співала «Тілько ві Львові».

## III Міське свято «День Бáтяра у Львові» (2010)
1 травня відзначили День солідарності усіх батярів в рамках III Міського свята Батяра. Свято відбулось з широким розмахом під насичену програму, що представляли на головній батярській сцені на площі Ринок. На сцені відкрив програму свята клуб Pozitiff. Хлопці показали свої вуличні танці і їх на сцені замінили велосипедисти, що вирішили виконувати свої трюки ближче до народу і просто зі сцени плигнули на велосипедах до публіки, де і продовжили свій виступ. Під час усієї програми клубу «Міленіум» біля сцени малювалось графіті, присвячене [Дню Батяра]. Далі програму продовжував клуб Gallery, що запропонували усім гостям розважатись під музику 80–90-х — і бажаючих виявилось дуже багато — ламбаду танцювали по всій площі Ринок. В цей час уже біля сотні батярів було зареєстровано писарем у батярській канцелярії, а гості починали зголошуватись на участь у боротьбі за титул Батярського Короля та Пані Батярової, що відбулась під час вечірньої концертної програми. Після того як усі кандидати проголосили свої передвиборчі промови, глядачі обрали пару переможців.

## IV Міське свято «День Бáтяра у Львові» (2011)
1–2 травня 2011 відбулося IV Міське свято «День Бáтяра у Львові» . Свято День Батяра — це відтворення тої історії міста, де панує справжній вир галицьких веселощів і забав. Адже львівський батяр — то ще той веселун, зірвиголова та справжній підкорювач жіночих сердець! Батярські традиції невід'ємно пов'язані з ментальністю Львова. Місто Лева завжди було спрагле веселості, і тому батярський гумор сприймався як життєдатний струмінь, від якого проростали і множились нові паростки сміхокультури. Найцінніший спадок від батярства — це львівська говірка і гумор. У XX ст. батярський лексикон набуває популярності серед широких верств населення. Також відвідувачі свята мали змогу взяти участь у батярських забавах:
- Батярський тир — стріляння з рогатки кавовими зернятами по пивних бляшанках
- Ретро-фотосектор, де кожен відвідувач отримає знимки з колоритними батярами та їх кобітами
- Школа батярських бумциків (танців)
- Караоке батярських пісень
- Театр «Серце батяра» та «Не журись»
- Виступ місцевих батярських колективів

## V Міське свято «День Бáтяра у Львові» (2012)
V Міське свято «День Бáтяра у Львові» відбулося 28 квітня — 1 травня на пл. Ринок (північна сторона). На святі традиційно усі гості мали нагоду поринути у початок століття із батярською музикою, ретро-фотосектором, батярськими бумциками та караоке і музикантами. А також усі охочі могли узяти участь у інтерактивній програмі свята: вибори Короля свята Батяра та Пані Батярової, Батярський тир, Батярський фото-стенд, Батярський бетонний завод та Батярська канцелярія. Посвідчення Батяра засвідчує, що Ви є справжнім батяром, який любить файну забаву, справжній поціновувач гарних кобіт, почесний гість у всіх кнайпах, цінує добрі буцики, любить гарний дотеп та вміє повеселити себе та свою компанію і є почесним гостем на святі Батяра. За час V свята Батяра у Львові близько 75 тис. людей навчились батярським танцям, постріляти фасолею по бляшанках у батярському тирі, виготовляти капелюшки для справжніх кобіт. І кожного вечора разом з музиками, гості мали можливість поспівати батярських та українських пісень..

## VI Міське свято «День Бáтяра у Львові» (2013)
VI Міське свято «День Батяра у Львові» відзначать в рамках ІІІ Міського фестивалю Пива [Архівовано 30 грудня 2012 у Wayback Machine.] 8 по 12 травня.
На площі Ринок можна зустріти стильних батярів у капелюхах та камізельках, які забавляють публіку, співають пісень, танцюють, залицяються до кобіт та бешкетують. Цього дня усі гості свята можуть познайомитись зі справжніми батярами, поспівати з ними батярських пісень, навчитись розмовляти батярською гварою та взяти участь у батярських бешкетах і забавах.
На святі працюватиме Батярська канцелярія, де можна пройти процес посвячення та отримати посвідчення справжнього батяра. Посвідчення батяра засвідчує, що Ви є справжнім батяром, який любить файну забаву, є справжнім поціновувачем гарних кобіт, цінує добрі буцики (танці), любить гарний дотеп та вміє повеселити себе та свою компанію і є почесним гостем у всіх кнайпах, а особливо, на святі Батяра.
Також на святі розпочне свою роботу Батярський бетонний завод, де львівські скульптори будуть створювати справжні батярські скульптури. На очах у гостей свята буде відбуватись процес виготовлення бетонних батярів. А ще виготовлятимуть індивідуальні зліпки рук або ніг.
Упродовж Дня Батяра відбудуться майстер-класи батярських танців, працюватиме батярський тир, де можна навчитися стріляти фасолею по бляшанках, а справжні батяри поділяться секретами зваблення кобіт.

## Фестивалі Львова організовані компанією «Дік-Арт»
- VI Міське Свято Пампуха [Архівовано 30 жовтня 2012 у Wayback Machine.]
- VI Національне Свято Шоколаду [Архівовано 8 січня 2013 у Wayback Machine.]
- III Фестиваль писанок у Львові [Архівовано 9 січня 2013 у Wayback Machine.]
- ІІІ Міський фестиваль Пива [Архівовано 30 грудня 2012 у Wayback Machine.]
- VI Міське свято «День Батяра у Львові» [Архівовано 24 січня 2013 у Wayback Machine.]
- ІІ Гастрономічний фестиваль «Львів на тарілці» [Архівовано 9 травня 2013 у Wayback Machine.]
- VI Міжнародний фольклорний фестиваль «Етновир» [Архівовано 7 листопада 2012 у Wayback Machine.]
- VII Міське свято «На каву до Львова» [Архівовано 28 жовтня 2012 у Wayback Machine.]
- IV Міське свято Сиру і Вина [Архівовано 13 лютого 2013 у WebCite]